# Tom Horn
Tom Horn (Memphis, Misuri, EUA, 21 de noviembre de 1860-Cheyenne, Wyoming, EUA, 20 de noviembre de 1903) fue un miembro de la Agencia Nacional de Detectives Pinkerton. Participó en la búsqueda del apache Gerónimo como  explorador del ejército de Estados Unidos, y también fue contratado por ganaderos del territorio de Wyoming para contrarrestar el cuatrerismo de la zona. Una miniserie de televisión de 1979, protagonizada por David Carradine, así como una película del año 1980, protagonizada por Steve McQueen, están basadas en su persona.

## Primeros años
Hijo de un granjero, Tom Horn era el cuarto de ocho hijos de una familia de ascendencia alemana. Durante  su infancia fue un chico inquieto que recibía palizas de su padre y ocasionalmente de su madre, ambos de fuertes principios religiosos. De hecho, fue a raíz de una fuerte tunda recibida de su progenitor que decidió abandonar su hogar a los 13 o 14 años.
Disponiendo de su propia vida se dedicó a varios oficios, y a los dieciséis años decidió alistarse en el ejército de su país. Permaneció en la armada alrededor de una década, destacando su labor de explorador en la búsqueda y rendición del apache Gerónimo en 1886 en el territorio de Sonora. Por sus habilidades en los idiomas, también prestó su ayuda como traductor en el juicio de Apache Kid. Fue a raíz  de su paso por la milicia que se ganó la reputación como un tipo valentón y de sangre fría.

## Horn como detective privado
Después del conflicto trabajó como cowboy, ganando en ese tiempo un campeonato de rodeo en Globe, Arizona. En 1891 decidió emplearse en la Agencia Nacional de Detectives Pinkerton y ayudó en la persecución de cuatreros, asaltantes de bancos y trenes en los territorios de Colorado y Wyoming. Una vez que dejó atrás el oficio de detective, donde se le atribuye haber acabado con la vida de 17 individuos, fue contratado por la Swan Land and Cattle Company  en 1892, una asociación de ganaderos. En esta compañía fue colocado como domador de caballos, pero en realidad su oficio era buscar y eliminar cuatreros. Armado de su fusil, y con tácticas de emboscada, se le reputan una docena de muertes de delincuentes, recibiendo como retribución unos $600 dólares por cada bandolero liquidado. Horn —un individuo solitario a quien bastaba su rifle, caballo y el dinero ganado— no ocultaba su orgullo en esta tarea, hasta el punto de vanagloriarse.
Sin embargo, ese tiempo no era el mejor momento para los ganaderos del territorio. Desde finales de los años 1870 el hato ganadero había sufrido hambrunas; asimismo, proliferaban los cowboys desempleados, colonos invasores de tierras y jueces sin autoridad. Tales circunstancias propiciaban el auge del crimen y la búsqueda de detectives privados. Con el estallido de la guerra hispano estadounidense de 1898, Horn fue a parar bajo las órdenes de Theodore Roosevelt sin ver mucha acción en combate. Después de la refriega, retornó a Wyoming para trabajar en el rancho de John Coble, siempre en la misión de aniquilar cuatreros.

## El caso Willie Nickel
El día 18 de julio de 1901, un individuo disparó sobre un chico de 14 años de nombre Willie Nickel. El delito fue imputado a Horn debido a su infame reputación por su involucramiento en diversos hechos de sangre. De hecho, en el tiempo que sucedió el asesinato, comenzaba a ser desdeñado por sus contratistas porque no querían verse involucrados con un pistolero de su calaña.
Con las sospechas encima, fue incriminado por el oficial Joe Lefors. En primera instancia, este agente obtuvo un testimonio del imputado, pero con la salvedad de que la declaración fue expresada estando borracho y a través de una entrevista con preguntas confusas que indujeron a Horn a responder de manera presumida, algo usual en él. Con un taquígrafo escondido para escribir cualquier cosa que dijera el inculpado, Horn narró el asesinato a la ligera hasta el punto de aseverar que el disparo hecho sobre el chico «había sido el mejor tiro de su vida».
El 24 de enero de 1902, Lefors arrestó y mandó a juicio a Horn en la localidad de Cheyenne. Ignorado por sus empleadores —con excepción de Coble—, fue sentenciado a muerte. En su confinamiento logró escapar al golpear al policía Richard Proctor, pero sería capturado. La sentencia de muerte por ahorcamiento se llevó a cabo el 20 de noviembre de 1903. Posteriores investigaciones revelaron que el objetivo del asesino era en realidad el padre del chico muerto, Kels Nickel, un criador de ovejas que se había ganado enemistades con los ganaderos de la zona. Agregado a esto, muchos historiadores han opinado que el agente pudo no haber cometido el crimen.
Todos estos eventos han llevado al análisis de la figura de Tom Horn, pues existe la opinión que considera al detective como un sujeto desfasado que no se pudo adaptar a la transición de la violenta etapa del siglo XIX a los cambios de inicios del siglo XX en el Oeste de Estados Unidos. El pistolero escribió su autobiografía con el título Life of Tom Horn, Government scout and interpreter, publicada por John Coble de manera póstuma. En esta obra, la maestra Glendolene Myrtle Kimmel —a quien erróneamente se ha vinculado en un romance con Horn— opinó acerca del agente: 

Cabalgar como un salvaje, beber como un salvaje, pelear como un salvaje, así pasaron sus días hasta que fue arrollado por el cambio de la época.